# Village souterrain d'Agongointo-Zoungoudo
Le village souterrain d'Agongointo-Zoungoudo est un site archéologique du Bénin, situé dans la commune de Bohicon (département du Zou), à 115 km de Cotonou et à 9 km d'Abomey.

## Histoire

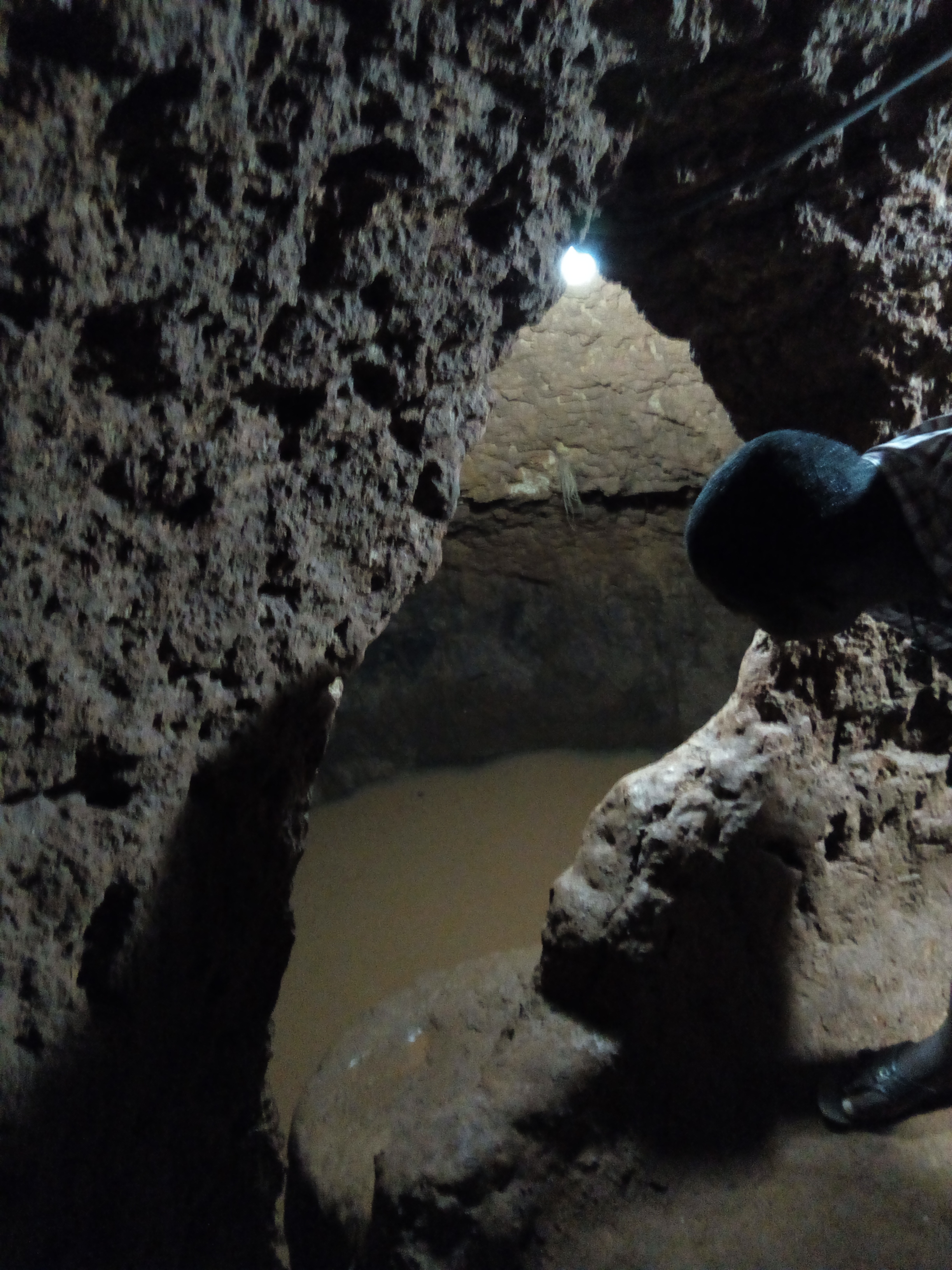
L'intérieur du village souterrain.

Il a été découvert en février 1998 à l'occasion des travaux de construction d'une rocade par une société danoise.
Sur une superficie de 7 hectares, l'ensemble est constitué par une série de caves d'argile ferrallitique situées environ 10 mètres sous terre.
Construites depuis le XVIe siècle sous le règne de Dakodonou[pas clair], second roi d'Abomey, ces 52 maisons auraient servi d'habitations (salons, chambres à coucher, salles de cuisine, puits, etc) et de refuge à des guerriers. En fon-gbe, la langue locale, ces maisons – des sortes de bunkers – sont communément appelées « ahouandô » (« trou de la guerre »).

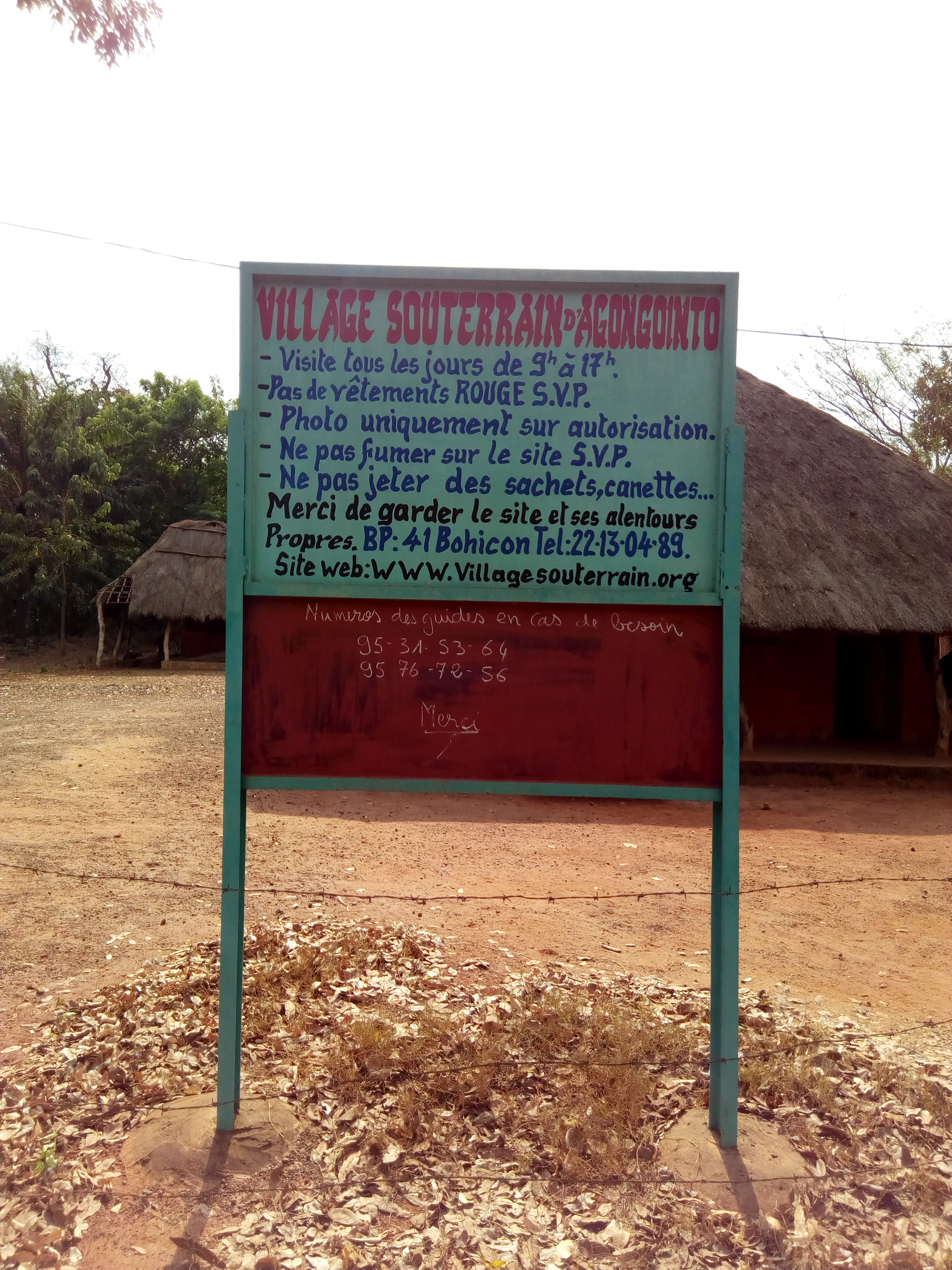
Panneau à l'entrée du site.
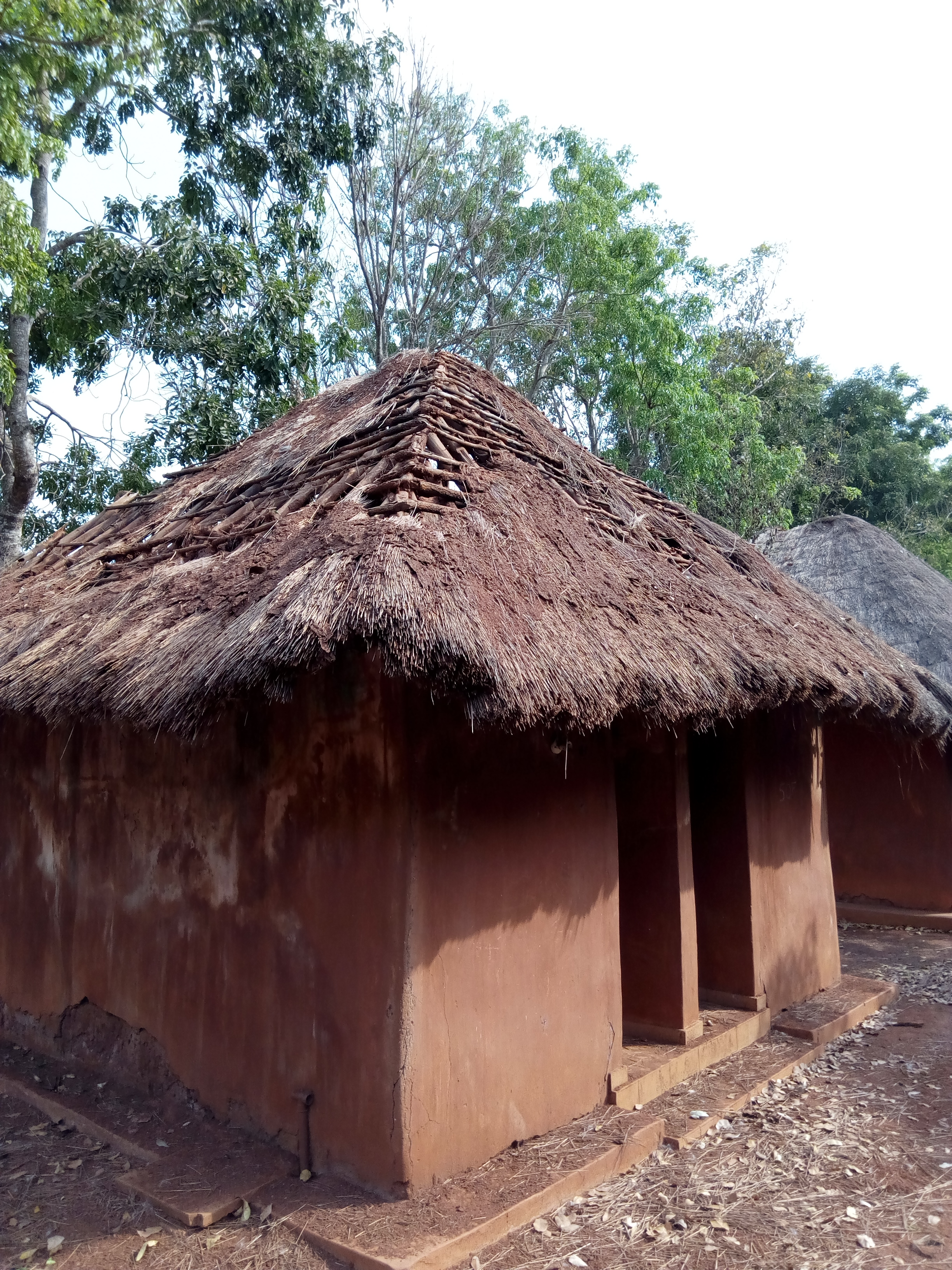
?
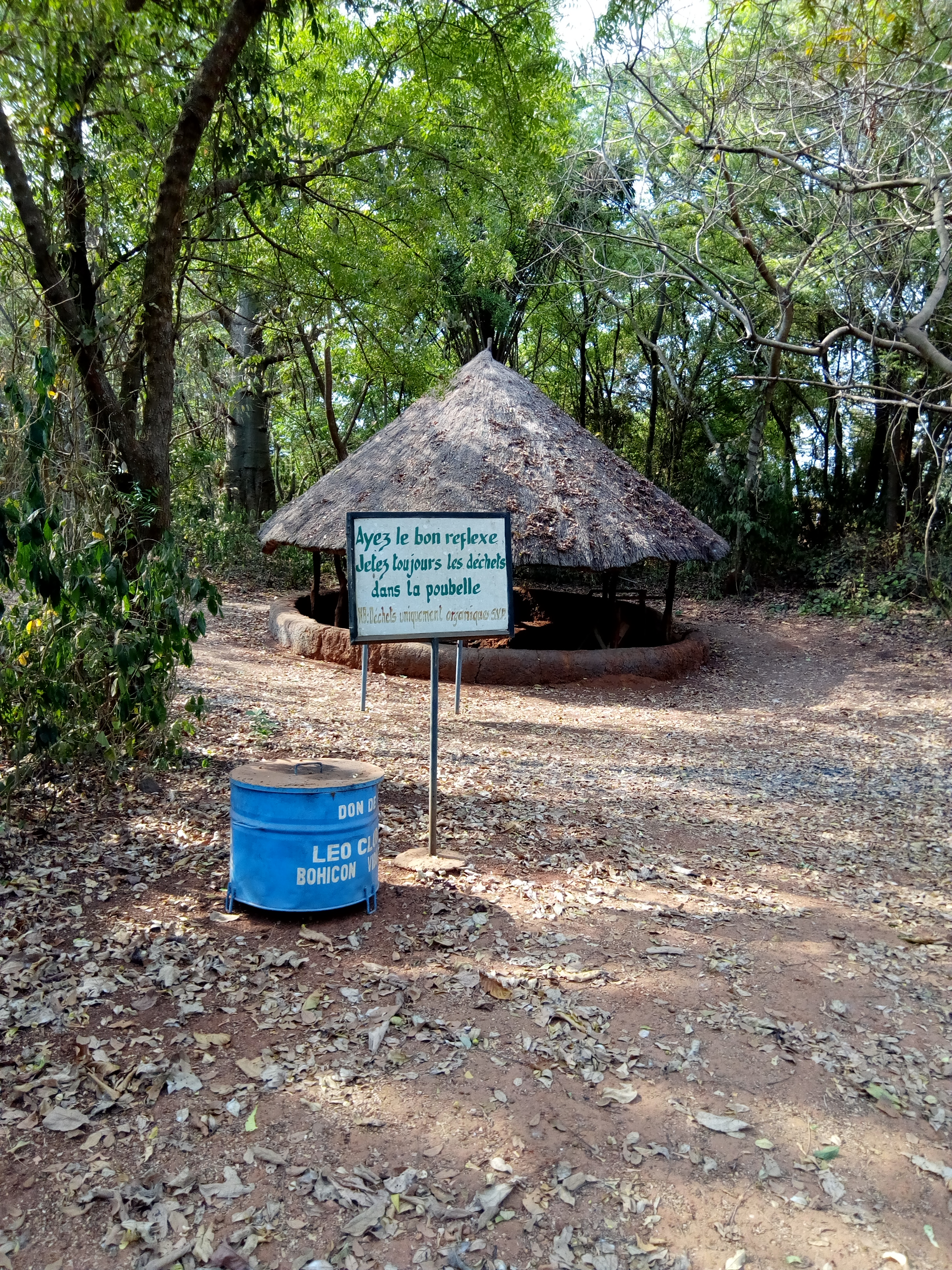
Accès d'un des souterrains.
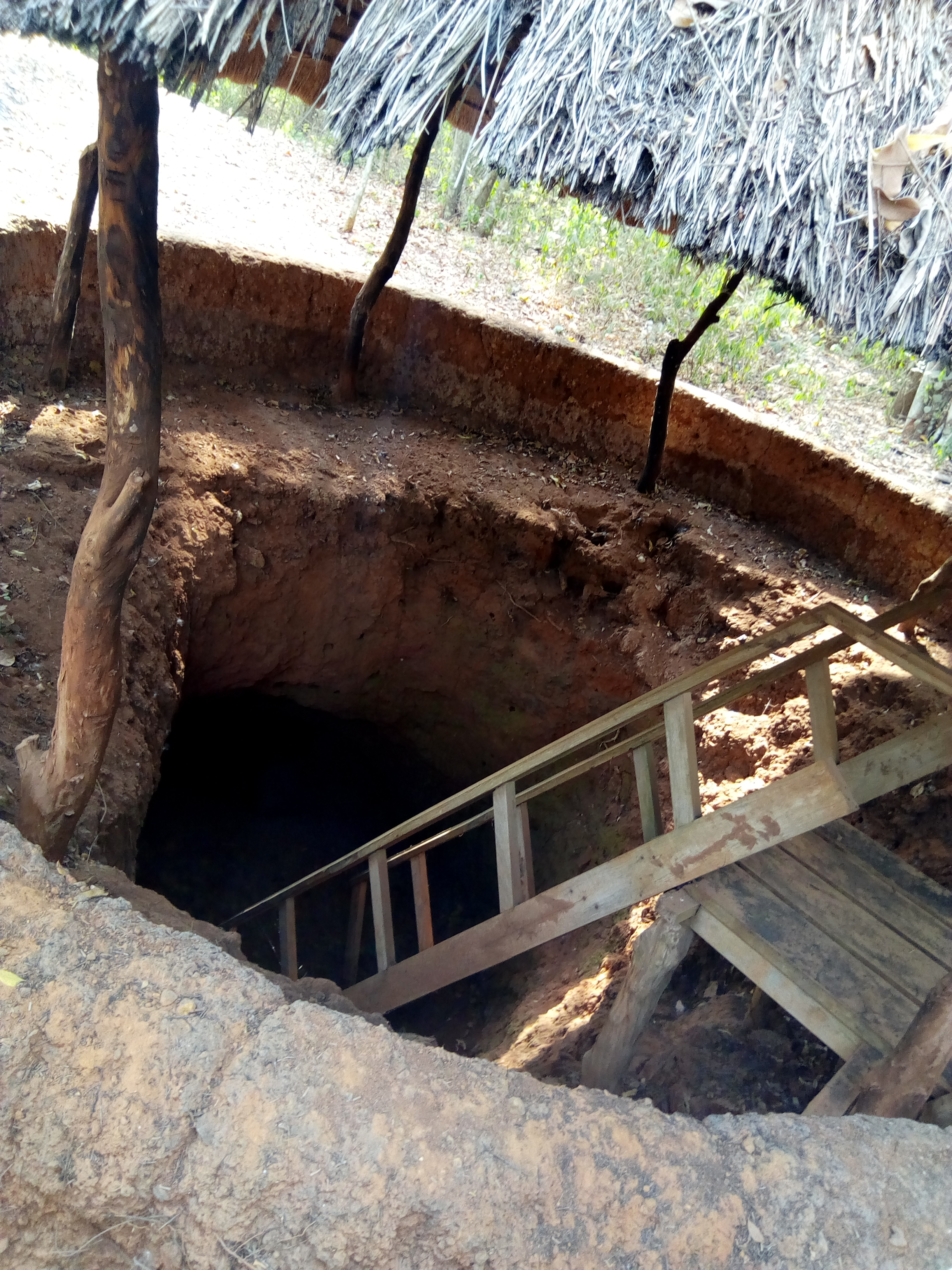
Accès d'un des souterrains.
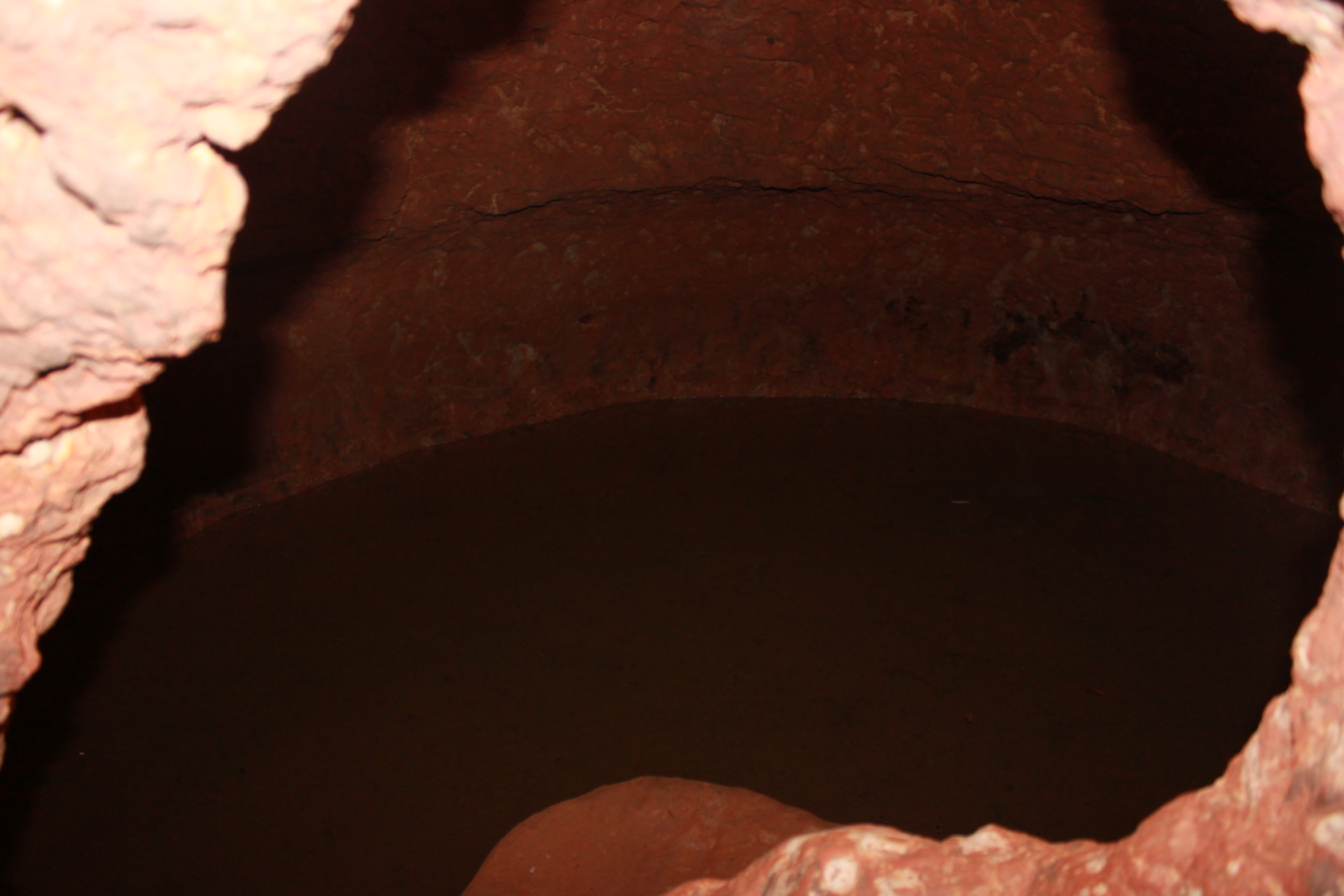
Entrée d'un souterrain.

## Patrimoine et tourisme

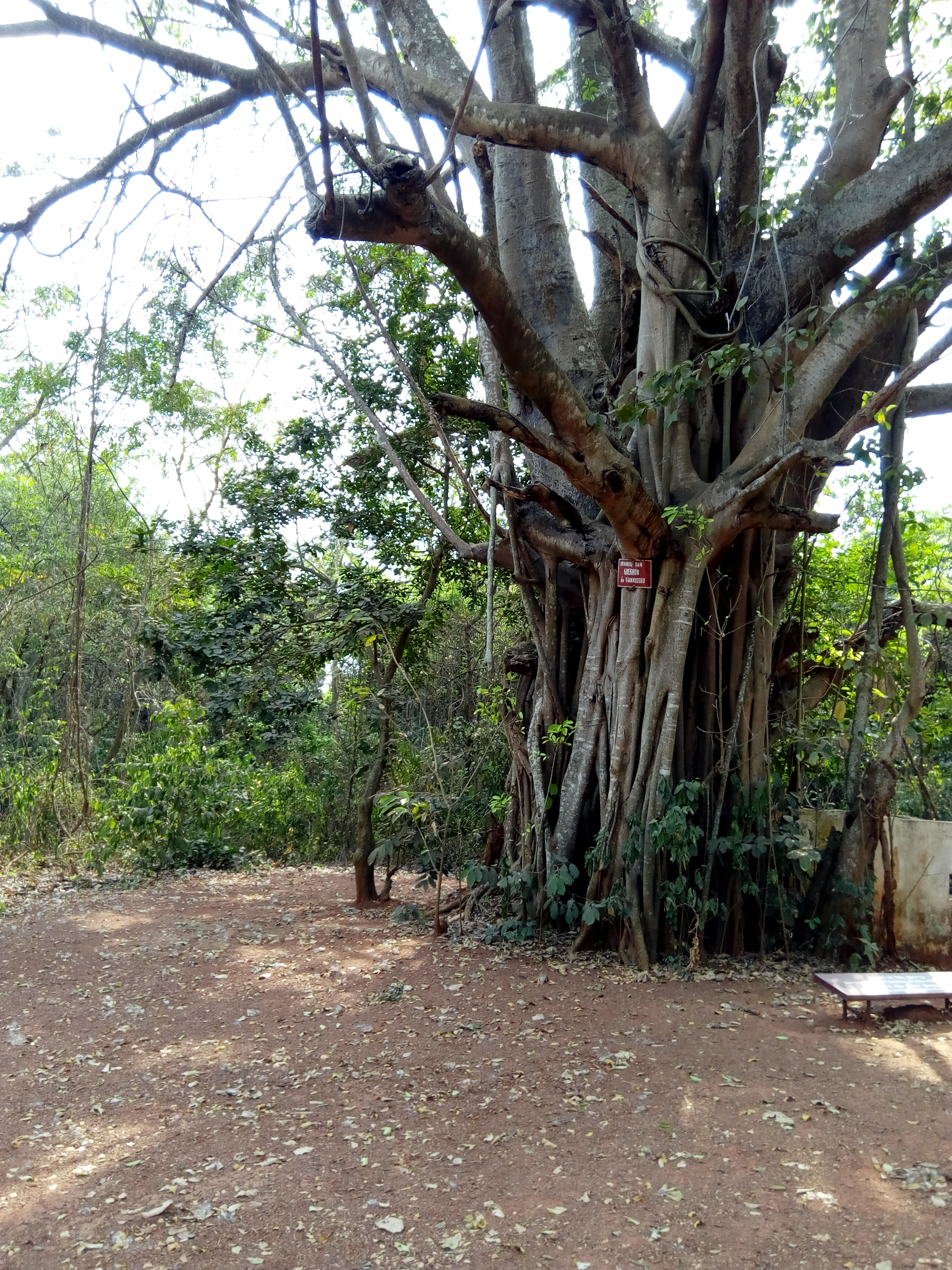
Fétiche Dan.

Le 19 juin 1998 un dossier de candidature a été déposé auprès de l'UNESCO en vue d'une inscription sur la liste du patrimoine mondial.
Dans l'intervalle le site est devenu une attraction touristique au cœur d'un parc archéologique qui met aussi en valeur le culte vodou, par exemple le fétiche Dan auprès d'un figuier étrangleur enroulé autour d'un baobab

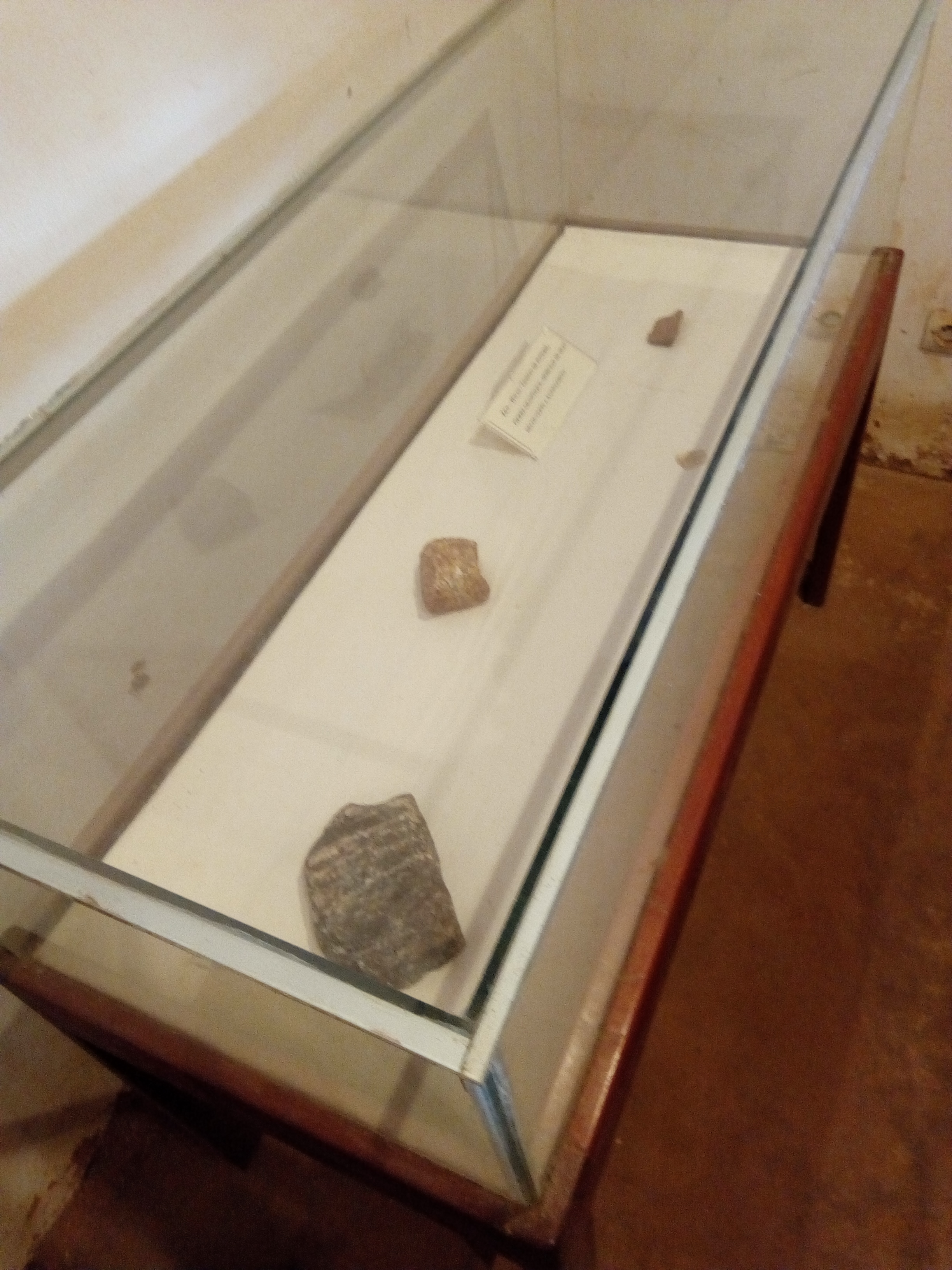
Objets ancestraux.
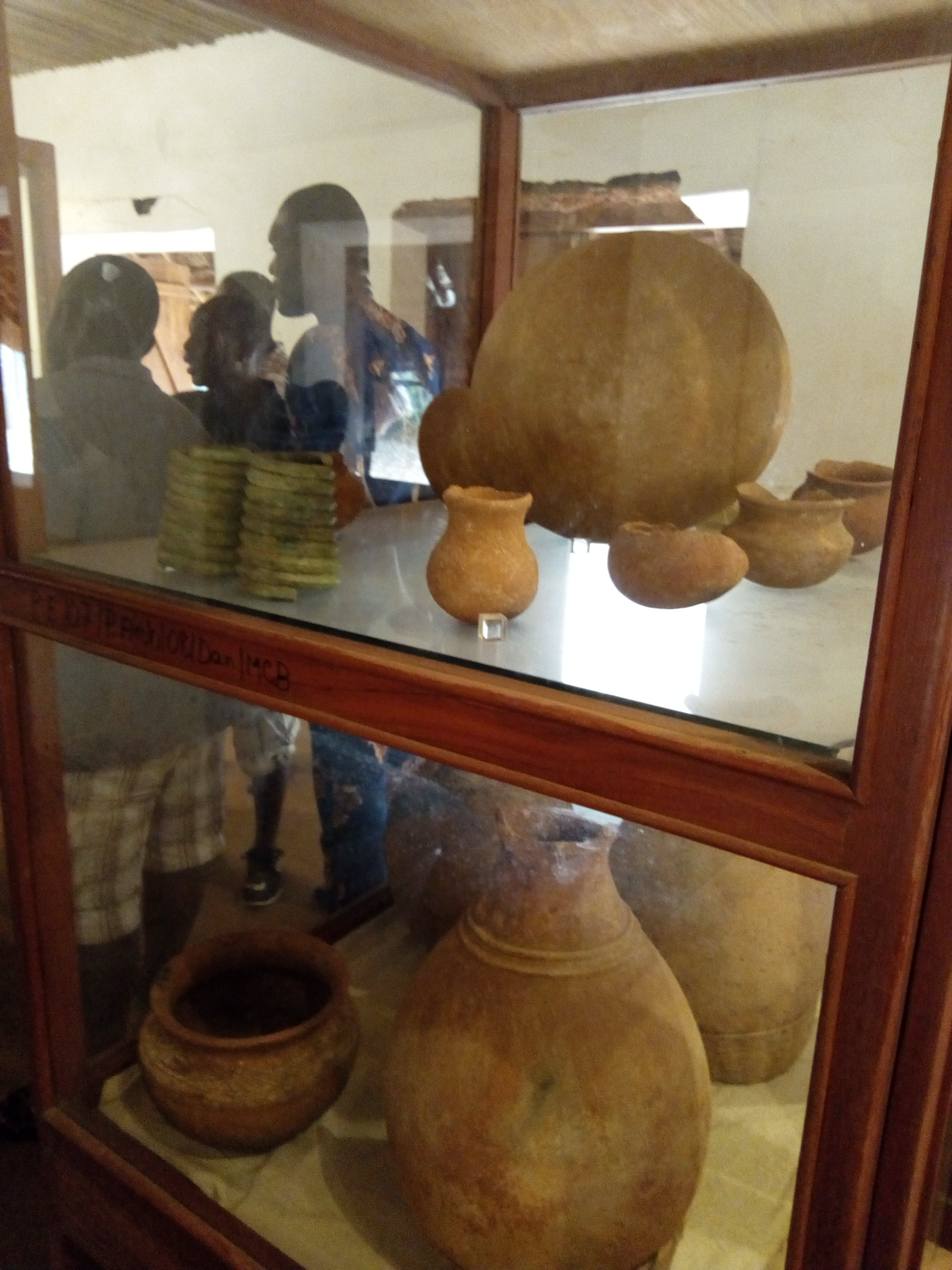
Objets potiers
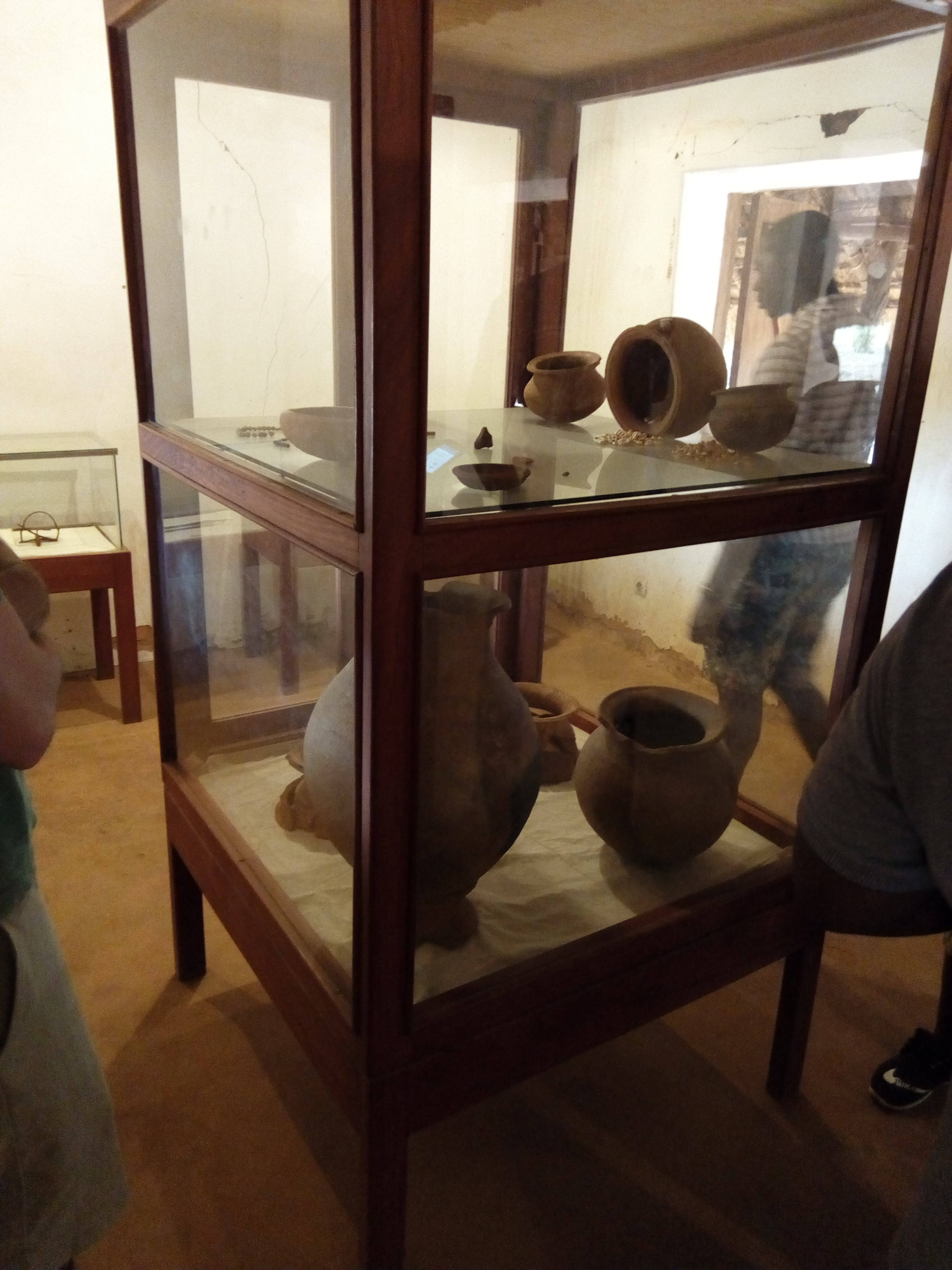
Objets potiers ancestraux.